# Over the love
«Over the Love» es una canción grabada por el grupo británico de indie rock Florence and The Machine para la banda sonora de la película El gran Gatsby, dirigida por Baz Luhrmann en 2013, adaptación cinematográfica de la novela homónima de F. Scott Fitzgerald, escrita en 1925. Over the Love ocupa la séptima pista del disco, y fue lanzado como sencillo promocional el 17 de abril de 2013 a través de SoundCloud.

## Composición
Es una canción de género pop barroco, por orquestal y balada soul que habla sobre una mujer que llora por el amor a su novio y la distancia que los separa.
A lo largo de la letra de la canción se pueden observar diversos retratos del simbolismo de la novela de Scott Fitzgerald, como el vestido amarillo que una mujer se desgarra o la luz verde procedente de la casa ella de que Gatsby puede contemplar desde el dique de su casa en West Egg. Sobre esto último, las frases "Now there’s green light in my eyes" (Ahora hay una luz verde en mis ojos) y "I can see the green light, I can see it in your eyes" (Puedo ver la luz verde, puedo verla en tus ojos) son una conexión metafórica con la luz verde del faro que Fitzgerald describe constantemente en el libro. 
Por otra parte, la frase "Cause you're a hard soul to save with an ocean in the way, but I'll get around it" (Porque eres un alma difícil de salvar, con un océano de por medio, pero lo rodearé), simboliza la distancia entre East Egg y la isla de Long Island, en West Egg, donde Gatsby espera a Daisy. Otra interpretación de la misma puede ser referencia al océano Atlántico que tuvo que cruzar Gatsby para combatir en la Primera Guerra Mundial y que fue el espacio que separó a Jay de su amada Daisy. Una tercera lectura puede pensar a que se refiere a la inquebrantable determinación de Gatsby, fuente de su fuerza como de su desgracia.
En la novela, el narrador Nick Carraway, describe a una mujer con un vestido amarillo que está gimiendo junto al piano al final de la primera fiesta a la que acudió en casa de Gatsby. Una mujer le dice a Nick que se encuentra así por haber tenido "una pelea con un hombre que dice ser su marido". Su cara llena de lágrimas está manchada con rímel mientras toca distintas notas al piano.

## Recepción de la crítica
Over the Love fue muy bien recibida tras su lanzamiento, en especial por los fanes de Florence and the Machine. Pretty Much Amazing le dio una valoración positiva, diciendo que "[Florence] Welch está en una gran forma. Es correcto pensar que la canción está escrita desde la perspectiva de Daisy". Perez Hilton aclamó la canción expresando que el grupo "ha entregado una canción de gran alcance emocional a la película. Con sus voces y la letra hacen referencia al vestido amarillo de Daisy y a otros momentos de Gatsby con los que podemos encontrarnos en la película". Por su parte, Page to Premiere la consideró "absolutamente increíble". Hypetrak la alabó diciendo que "es una canción innegablemente potente e impactante, con Florence mostrando una voz firme e inquebrantable en todas partes". Así mismo, Spin la valoró como "épica y trágica".